# Beatrice d'Avesnes
Beatrice d'Avesnes (d. 1321) a fost o nobilă franceză.
Beatrice a fost fiica lui Balduin d'Avesnes, senior de Beaumont cu soția sa, Felicitas de Coucy. Balduin era fiul contelui Bouchard al IV-lea d'Avesnes cu contesa Margareta a II-a de Flandra.
Beatrice a fost căsătorită în 1265 cu contele Henric al VI-lea de Luxemburg de Luxemburg și a fost mamă a următorilor:
- Henric (n. 1274-d. 1313), succesor în comitatul de Luxemburg și devenit rege al romanilor în 1308 și împărat în 1309, fiind încoronat de către papa Clement al V-lea în 1312.
- Waleram, ucis la asediul asupra Bresciei din 1311
- Felicitas (d. 1336), căsătorită în 1298 cu Ioan Tristan (d. 1309), conte de Leuven
- Balduin (n. 1285-d. 1354), devenit arhiepiscop-elector de Trier (1307-1354)
- Margareta (d. 1336), călugăriță în Lille și în Marienthal.